# Брендола
Брѐндола (на италиански: Brendola; на венециански: Brendoła, Брендола) е градче и община в Северна Италия, провинция Виченца, регион Венето. Разположено е на 156 m надморска височина. Населението на общината е 6666 души (към 2015 г.).